# Juho Koivisto (ministre)
Pour les articles homonymes, voir Koivisto.
Johannes Koivisto (né Keski-Koivisto le 15 mars 1885 à Kurikka et mort le 13 octobre 1975 à Kurikka) est un agriculteur et un homme politique finlandais,,. 

## Biographie
Juho Koivisto est le fils de l'agriculteur Juho Keski-Koivisto et de Josefina Fredrika Liljeqvist. Après avoir fréquenté l'école primaire, il est agriculteur à Kurikka de 1906 à 1958.
Juho Koivisto est conseiller municipal de Kurikka. En 1925, il est grand électeur à l'élection présidentielle finlandaise de 1925 (fi).
Juho Koivisto est député de l'union agrarienne pour la circonscription sud du comté de Vaasa de 1927 à 1951. 
Il est assistant du ministre de l'Agriculture des gouvernements Svinhufvud II (04.07.1930–21.03.1931) et Cajander III (12.03.1937–01.12.1939), puis vice-ministre de l'Agriculture des gouvernements Ryti I (01.12.1939–27.03.1940) et Ryti II (27.03.1940–04.01.1941). Enfin il est assistant du ministre des Finances du gouvernement Rangell (04.01.1941–05.03.1943)